# Šlapanice (okres Kladno)
Obec Šlapanice se nachází v okrese Kladno, kraj Středočeský. Rozkládá se asi dvacet jedna kilometrů severně od Kladna a jedenáct kilometrů severně od města Slaný. Žije zde 206 obyvatel.

## Historie
První písemná zmínka o obci pochází z roku 1318.
V letech 1850–1909 k obci patřily Budenice.

### Územněsprávní začlenění
Dějiny územněsprávního začleňování zahrnují období od roku 1850 do současnosti. V chronologickém přehledu je uvedena územně administrativní příslušnost obce v roce, kdy ke změně došlo:
- 1850 země česká, kraj Praha, politický i soudní okres Slaný[5]
- 1855 země česká, kraj Praha, soudní okres Slaný[5]
- 1868 země česká, politický i soudní okres Slaný[5]
- 1939 země česká, Oberlandrat Kladno, politický i soudní okres Slaný[6]
- 1942 země česká, Oberlandrat Praha, politický i soudní okres Slaný[7]
- 1945 země česká, správní i soudní okres Slaný[8]
- 1949 Pražský kraj, okres Slaný[9]
- 1960 Středočeský kraj, okres Kladno[10]

### Rok 1932
V obci Šlapanice v Čechách (přísl. Budeníčky, 433 obyvatel, poštovní úřad, telegrafní úřad, telefonní úřad, ústav slabomyslných) byly v roce 1932 evidovány tyto živnosti a obchody: obchodník s dobytkem, 3 hostince, kolář, konsum Včela, 3 kováři, krejčí, 2 mlýny, obuvník, 2 pekaři, 8 rolníků, 3 řezníci, 3 obchody se smíšeným zbožím, spořitelní a záložní spolek pro Budeničky, 3 trafiky, velkostatek.

### 21. století
Dne 25. dubna 2018 bylo schváleno usnesením výboru pro vědu, vzdělání, kulturu, mládež a tělovýchovu udělení znaku a vlajky obce.

## Části obce
- Šlapanice
- Budeničky

## Doprava
- Pozemní komunikace – Obcí prochází silnice II/118 Slaný – Zlonice – Šlapanice – Mšené-Lázně – Budyně nad Ohří. Obcí prochází silnice II/239 Černčice–Peruc –Šlapanice–Černuc.
- Železnice – Železniční trať ani stanice na území obce nejsou. Nejblíže obci je železniční stanice Zlonice ve vzdálenosti 4 km ležící na trati 110 z Kralup nad Vltavou a Slaného do Loun, odbočuje zde trať 095 Zlonice–Vraňany.
- Veřejná doprava 2011 – V obci zastavovaly v pracovních dnech autobusové linky jedoucí do těchto cílů: Hospozínek, Praha, Slaný, Velvary, Vraný (dopravce ČSAD Slaný, a.s.). O víkendu byla obec bez dopravní obsluhy.

## Pamětihodnosti
- Kaple svatého Floriána
- Socha svatého Donáta
- Usedlost čp. 18

## Osobnosti
- Jan Slavík (1885–1978), historik, archivář
- Antonín Zázvorka (1866–1937), sedlák a politik, poslanec zemského sněmu a Říšské rady.[13][14]